# Bentley EXP 100 GT
La Bentley EXP 100 GT est un concept car de luxe 100 % électrique du constructeur automobile britannique Bentley présenté le 10 juillet 2019 à Crewe, en Angleterre et préfigurant la Bentley Bacalar de 2020.

## Présentation
Le constructeur britannique présente son concept car EXP 100 GT à l'occasion de ses 100 ans, à l'usine historique de Crewe, dans le comté de Cheshire.

## Caractéristiques techniques
La Bentley EXP 100 GT est réalisée à partir d’aluminium et de fibre de carbone, et renforcée par des éléments décoratifs fabriqués en cuivre et en aluminium. Les portes à ouverture en élytre mesurent deux mètres de large. La mascotte Flying B, découverte sur la calandre de la Bentley Flying Spur II, s'illumine à l'approche de la voiture ainsi qu'à travers l'immense calandre.

### Motorisations
Le concept car est équipé de quatre moteurs électriques, lui procurant une transmission intégrale, alimentés par une batterie rechargeable à 80 % de sa capacité en 15 minutes.  L'ensemble motopropulseur fournit une puissance de 500 kW (680 ch) auxquels se combinent 100 kW (136 ch) produit par l’appoint d’une pile à combustible, qui cumulés procurent une puissance totale de 816 ch.
La Bentley EXP 100 GT bénéficie d'une autonomie de 700 km et d'une vitesse de 300 km/h.